# El bosque de los pigmeos
El bosque de los pigmeos es una novela escrita por Isabel Allende y publicada por Editorial Sudamericana en 2004. Está dedicada al hermano Fernando de la Fuente, que realiza labores como misionero en África. Esta novela cierra la trilogía Las memorias del Águila y el Jaguar. El argumento de la historia tiene su desarrollo principalmente en África Ecuatorial.

## Argumento
Alexander Cold y Nadia Santos se encuentran junto a Borobá en otra de sus aventuras, aunque en esta ocasión; ellos, la abuela (Kate Cold) de Alex y el resto de la compañía de Internationalgeographic tienen su destino en África Ecuatorial, con la intención de hacer un safari en elefante, pero desde el momento en que una sacerdotisa vudú les previene de un posible y trágico final, se complican las cosas. 
Después de ese acontecimiento, Alex y Nadia deciden ir a la zona de acampada a preparar sus pertenencias, ya que para el día siguiente estaba previsto el safari. Al otro día, Alex, Nadia, Kate y todos los del grupo Internationalgeographic menos Timothy Bruce, que había sido mordido por un mandril, estaban listos para el safari y Angie, propietaria de una avioneta les acompañó como guía en el trayecto del viaje. Antes de la mitad del trayecto, el grupo se encuentra con un misionero que busca a unos compañeros de misión suyos y cuyo destino es una aldea llamada Ngoubé,  
Entre tanto, el misionero, había descubierto el paradero de sus amigos, o más bien lo que les había pasado, dado que al llegar ahí, la guardia real los aceptó, pero a medida que se hizo con la confianza de los del pueblo, empezaron a sospechar de ellos y decidieron matarlos y echar sus cuerpos al pozo de cocodrilos del rey y con un leve llanto, juró que los beatificaría por haber dado sus vidas por el cristianismo. Más tarde aprovechando que se acercaba una fiesta, Alex y Nadia decidieron ir por los pigmeos para conseguir vencer a Mbembelé. Para demostrar que no era invencible, Alex le dio su amuleto a Beyé-Dokou, obtenido en El reino del dragón de oro,  para darle valor a ese pequeño ser. Allí toda la tribu tras el combate, descubrió que Kosongo en realidad era Mbembelé y que no tenía ningún poder de lo que presumía y descubrieron la farsa. 
Después de vencer a Mbembelé, que huyó asustado luego de la fabulosa transformación de Alex en un Jaguar negro, aparece Sombe y hace que todos en la aldea entren en un estado de trance, del que son liberados cuando la reina Nana-Asante aparece seguida de los espíritus de los ancestros, una multitud de animales, Nadia transformada en un Águila blanca, entre otros. El pueblo se da cuenta de que Sombe es el mismo "monstruo de tres cabezas". Kosongo Mbembelé y Sombe eran la misma persona. Lo tiran al pozo y muere  devorado por los cocodrilos. El pueblo queda en manos de Nana-Asante y los extranjeros regresan a sus países natales.